# ゲラルド・グラルニク
ゲラルド・グラルニク(Gerald Stanford "Gerry" Guralnik、1936年9月17日-2014年4月26日)は、ブラウン大学の物理学教授(Chancellor’s Professor)である。1964年に、C・R・ヘイガン、トマス・キブルとともにヒッグス機構及びヒッグス粒子を発見した。Physical Review Letters誌の50周年記念で、この発見はマイルストーン論文の1つとされた。グラルニク、ヘイガン、キブルの3人は、ヒッグス理論に関する初期の論文の中で最も完全なものを執筆したと広く考えられているが、2013年のノーベル物理学賞の対象には含まれなかった。
2010年、「四次元相対論的ゲージ理論の自発的対称性の破れの性質及びベクトル粒子の質量生成の機構の解明」に対し、グラルニクはアメリカ物理学会のJ・J・サクライ賞を受賞した。
グラルニクは1958年にマサチューセッツ工科大学で学士号、1964年にハーバード大学でPhDを取得した。アメリカ国立科学財団の資金支援を受けた博士研究員としてインペリアル・カレッジ・ロンドンで研究を行い、その後、ロチェスター大学の博士研究員となった。1967年秋にグラルニクはブラウン大学に移籍したが、インペリアル・カレッジ・ロンドンやロスアラモス国立研究所をしばしば訪れ、1985年から1987年にはそこで研究を行った。ロスアラモス国立研究所では、コンピュータを用いた格子量子色力学(lattice QCD)の研究を熱心に行った。
2014年、77歳の時にロードアイランド州プロビデンスにおいて、心臓発作で死去した。

## 関連文献
- Kibble, T. (2009). “Englert-Brout-Higgs-Guralnik-Hagen-Kibble Mechanism”. Scholarpedia 4 (1):  6441. Bibcode: 2009SchpJ...4.6441K. doi:10.4249/scholarpedia.6441.
- Kibble, T. (2009). “History of Englert-Brout-Higgs-Guralnik-Hagen-Kibble Mechanism”. Scholarpedia 4 (1):  8741. Bibcode: 2009SchpJ...4.8741K. doi:10.4249/scholarpedia.8741.
- “A Conversation with Professor Gerry Guralnik”.   Brown University (2010年). 2012年3月22日閲覧。